# Партийный билет (фильм)
«Партийный билет» — советский фильм 1936 года режиссёра Ивана Пырьева. Поставлен по произведению сценаристки Катерины Виноградской — «Анка».

## Сюжет
На одном из заводов Москвы появляется новый работник — сибиряк Павел Куганов (Андрей Абрикосов). Он трудолюбив и сообразителен, становится передовиком производства. Ударница завода Анна Куликова (Ада Войцик) вскоре выходит за него замуж.
Девушка не знает, что полюбила врага народа, диверсанта, который просто использует её, выполняя задания шпионского центра.[источник не указан 9 марта 2009 года].

## В ролях
- Ада Войцик — Анна Филипповна Куликова
- Андрей Абрикосов — Павел Васильевич Куганов, диверсант
- Игорь Малеев — Яша Шорин
- Анатолий Горюнов — Фёдор Иванович, секретарь парткома завода «Станкостроитель»
- Мария Яроцкая — Варвара Поликарповна Куликова, мать Анны
- Сергей Антимонов — Филипп Максимович Куликов, отец Анны
- Инна Фёдорова — Таня
- Сергей Ценин — шпион
- Иван Бобров — брат Куганова
- Иван Новосельцев — чекист

## Съёмочная группа
- Автор сценария: Катерина Виноградская
- Режиссёр: Иван Пырьев
- Художник-постановщик: Василий Рахальс
- Операторы: Алексей Солодков, Тимофей Лебешев
- Композитор: Валерий Желобинский